# Jaskier platanolistny
Jaskier platanolistny (Ranunculus platanifolius L.) – gatunek rośliny wieloletniej z rodziny jaskrowatych (Ranunculaceae). Występuje w górach Europy Środkowej oraz na Półwyspie Skandynawskim. W Polsce występuje wyłącznie w wyższych partiach Sudetów i Karpat, w Tatrach dość często.

## Morfologia

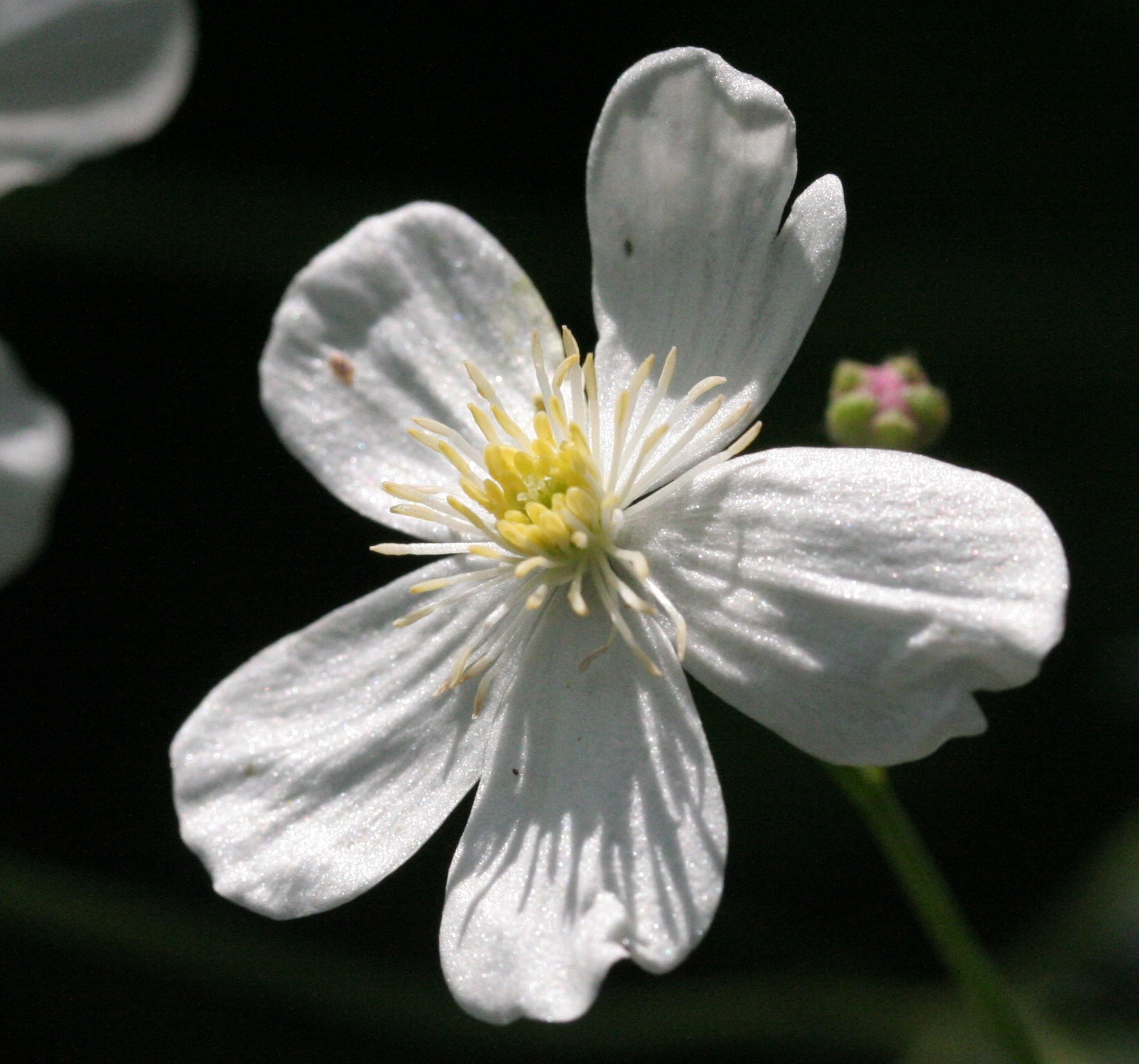
Kwiat

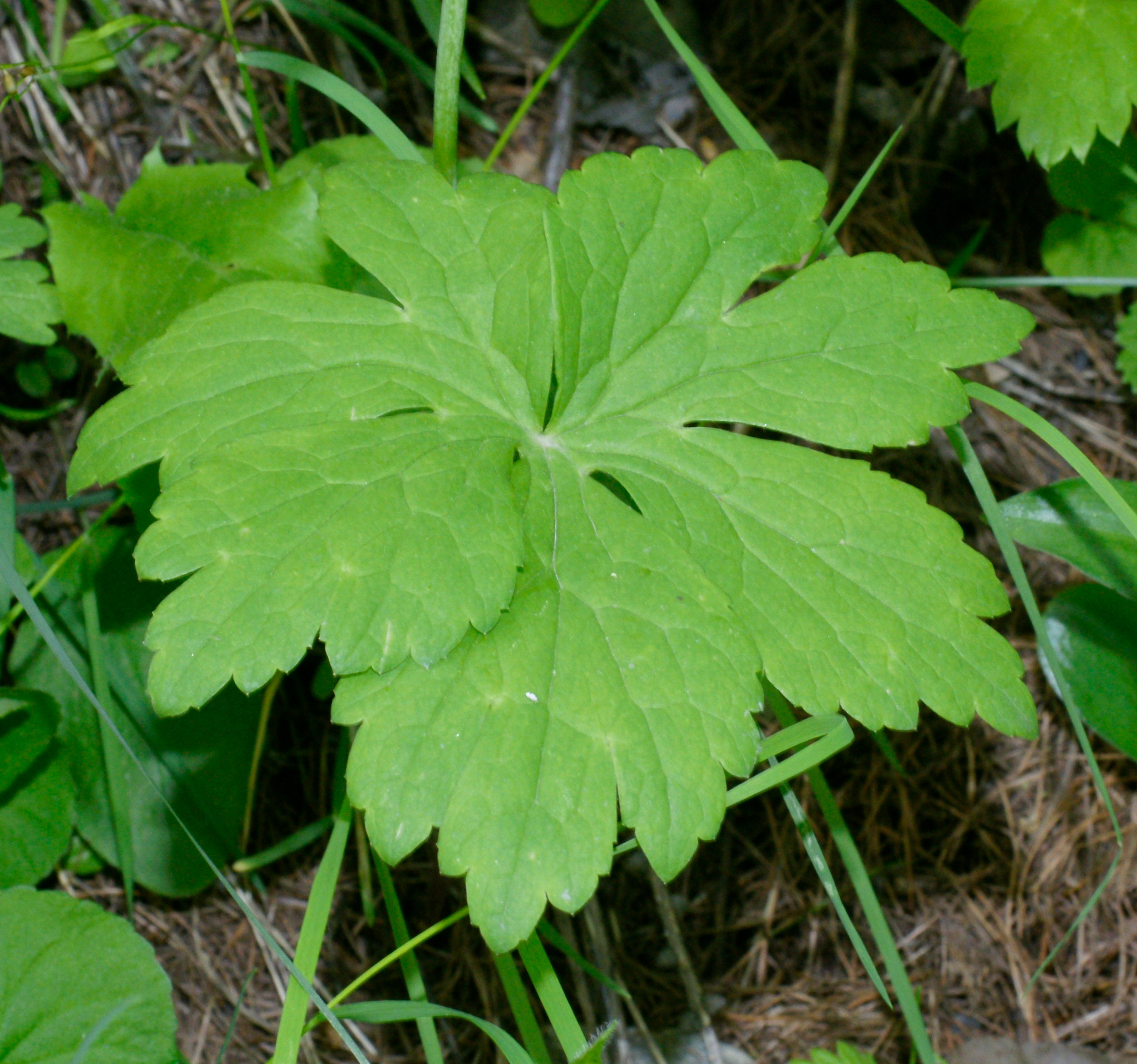
Liść

PokrójDuża roślina o bardzo rozpierzchłych, rzadko rozgałęzionych pędach. Każde z odgałęzień zakończone jest pojedynczym kwiatem. Jeden z nielicznych u nas biało kwitnących gatunków jaskrów.
ŁodygaWzniesiona, rzadko rozgałęziona i naga (co najwyżej w dolnej części rzadko owłosiona). Osiąga wysokość 30-130 cm.
LiścieOdziomkowe i dolne łodygowe duże, 5-dzielne lub 5-klapowe. Górne liście jajowato-lancetowate, ostro zakończone, ząbkowane.
KwiatyWyrastające pojedynczo na szczytach pędów. Złożone z nagich z zewnątrz działek kielicha, 5 białych płatków, pręcików na dość długich nitkach i licznych słupków.
OwocNiełupki z długim i mniej lub więcej zagiętym dzióbkiem.
Gatunki podobneRoślina jest podobna do gatunku R. aconitifolius, ale osiąga większe rozmiary, liście są 5- lub 7-klapowane, a kwiaty mają białą barwę.

## Biologia i ekologia
RozwójBylina, hemikryptofit. Kwitnie od czerwca do sierpnia.
SiedliskoŚwietliste lasy, polany, koryta potoków, wśród kosówki, hale górskie.
FitosocjologiaGatunek charakterystyczny dla klasy (Cl.) Betulo-Adenostyletea.
Cechy fitochemiczneRoślina trująca.